# 羅瓦涅米足球俱樂部
羅瓦涅米足球俱樂部（芬蘭語：Rovaniemen Palloseura，缩写为“RoPS”）是芬蘭的一家足球俱樂部，成立于1950年，主場位於羅瓦涅米。球隊在2021年參加芬兰足球甲级联赛。

## 外部連結
- 羅瓦涅米足球俱樂部官方网站 （页面存档备份，存于） （文）